# بودكاست فنجان
بودكاست فنجان هو برنامج إذاعي سعودي من إنتاج شركة ثمانية استطاع أن يصل إلى شريحة واسعة من الجمهور العربي، وحصلت حلقاته على ملايين المشاهدات عبر يوتيوب. يُقدم البرنامج الرئيس التنفيذي لشركة ثمانية عبدالرحمن أبومالح، وهو مهندس وإعلامي وصحافي سعودي، وأحد رواد البودكاست في الوطن العربي.

## عن فنجان
يتناول بودكاست فنجان موضوعات متنوعة تغطي مجالات الثقافة والصحة والتقنية والسياسة والفكر. وقد كانت انطلاقته في عام 2015، حيث أُذيعت الحلقة الأولى منه في يوم 11 إبريل 2015. ووصلت عدد حلقاته إلى أكثر من 300 حلقة وحقّقت حلقاته وصولًا بإجمالي 375 مليون استماع ومشاهدة من داخل الوطن العربي وخارجه. (حتى الربع الأخير من عام 2024).

## الإنجازات
أعلنت موسوعة غينيس للأرقام القياسية حصول حلقة فنجان «كيف تنجح العلاقات مع ياسر الحزيمي» على لقب «أكثر حلقة بودكاست مشاهدة على يوتيوب في التاريخ»، حيث حصدت الحلقة ما يزيد على 120 مليون مشاهدة في أقل من عامين.
في أغسطس 2024، كرمت جائزة وعي التي تقدمها وزارة الصحة السعودية بالشراكة مع مجلس الضمان الصحي بودكاست فنجان "كأحد أبرز المساهمين والمؤثرين في التوعية الصحيّة".

## أبرز الحلقات
| رقم الحلقة | عنوان الحلقة                       | ضيف الحلقة                                      | تاريخ العرض | موضوع الحلقة |
| ---------- | ---------------------------------- | ----------------------------------------------- | ----------- | --- |
| 277        | كيف تنجح العلاقات                  | ياسر الحزيمي                                    | 16/11/2022  | أهم أركان العلاقات الإنسانية. |
| 287        | لماذا خسر المسلمون الحضارة العربية | جورج صليبا                                      | 08/03/2023  | كيف نشأت العلوم العربية الإسلامية عند العرب الأوائل وكيف تدهورت. |
| 274        | لماذا ينتقل أثرياء العالم إلى دبي  | محمد القرقاوي                                   | 05/10/2022  | أسباب الهجرة إلى دبي ومشكلة الافتقاد إلى القدوة الحسنة. |
|            | الدولة والحرية وكيف تفكك المجتمع   | وائل حلاق                                       | 20/08/2023  | مفاهيم الحرية والحداثة والتعريفات الغربية لكل ما يحيط بنا. |
| 300        | خلف كواليس فنجان                   | أيمن الحمادي - إبراهيم القرعاوي - تركي القحطاني | 25/06/2023  | العديد من الأمور خلف بودكاست فنجان، من بداية التواصل مع الضيف وتحسين التجربة، مرورًا بالإعداد ومعرفة الإعداد السيئ من الجيد، وإدارة الحوار مع الضيف، حتى تجربته بعد اللقاء. وآلية اختيار المواضيع والضيوف، وهل هناك حلقات لم تنشر، وكيف أثّر فنجان في الناس وفي شكل البودكاست. |
|            | ظاهرة شباب البومب وفيصل العيسى     | فيصل العيسى                                     | 09/06/2024  | مسلسل شباب البومب وسر خلطة نجاحه. |

## وصلات خارجية
بودكاست فنجان على موقع ثمانية